# Regions de Ghana
Les regions de Ghana són la divisió administrativa de primer nivell de la República de Ghana. Les regions són 10 que, al seu torn, es subdivideixen en 216 districtes.

## Llista

Mapa de les regions de Ghana.

| Regió         | Nom oficial en anglès | Superfície (km²) | Capital          |
| ------------- | --------------------- | ---------------- | ---------------- |
| Ashanti       | Ashanti Region        | 24.390           | Kumasi           |
| Brong-Ahafo   | Brong-Ahafo Region    | 39.557           | Sunyani          |
| Central       | Central Region        | 9.826            | Cape Coast       |
| Oriental      | Eastern Region        | 19.977           | Koforidua        |
| Gran Accra    | Greater Accra Region  | 2.593            | Accra            |
| Septentrional | Northern Region       | 70.388           | Tamale           |
| Superior Est  | Upper East Region     | 8.842            | Bolgatanga       |
| Superior Oest | Upper West Region     | 18.477           | Wa               |
| Volta         | Volta Region          | 20.572           | Ho               |
| Occidental    | Western Region        | 23.921           | Sekondi-Takoradi |